# Gil de Roca Sales
Gil de Roca Sales - ( Roca Sales, Brasil el 29 de junio de 1933) , nombre artístico de Alfredo Pozoco, es un compositor de repertorio coral contemporáneo, arreglista/adaptador  y director de coros.

## Discografía

### CD
- Coral de Banrisul I .
- Coral de Banrisul II.
- Coral de Banrisul III.
- Massolin de Fiori.
- Cantando Quintana. Madrigal de Porto Alegre
- Natal pelo mundo. Madrigal de Porto Alegre
- La Bella Violeta. Madrigal de Porto Alegre
- Assim Cantam os Capuchinhos .
- Cantando ao Pôr-do-Sol (Obra: Acalanto). Coral Feminino do Hospital Moinhos de Vento, CD.

## Libros
- Canções, Madrigais, Motetes - Composições e Adaptações para Coro Misto. Secovi/Agademi, Porto Alegre, 2005.
- Cantando Quintana
- Cantando a Deus
- Outros Cantares